# Филира
Филира в древногръцката митология е океанида. Една от дъщерите на Океан и Тетида.
Жена е на Навплий и любима на Кронос, майка на кентавъра Хирон. В Тракия тя родила кентавъра Хирон, от Кронос, приел образа на кон. Когато видяла външността на детето, тя помолила Зевс да я превърне в липа (филира). Според друга версия, боейки се от ревността на жена си Рея, Кронос превърнал Филира в кобила. Филира помагала на Хирон във възпитанието на Ахил и Язон.
Според Аполодор Филира е майка на Паламед, на когото се приписва изобретяването на важни за хората изобретения като азбуката, монетите и др.